# Hipijeva kvadratrisa
Hipijeva kvadratrisa (tudi Dejnostratova kvadratrisa oziroma Hipijeva kvadratika) je ena izmed kvadratris.  
Imenuje se po Hipiju iz Elisa (geometru, ki jo je uporabil za delitev kota na tri dele ali tretjinjenje kota, čeprav lahko s to metodo delimo kot na poljubno število enakih delov). Uporabil jo je tudi za kvadraturo kroga.
V v kartezičnem koordinatnem sistemu je enačba Hipijeve kvadratrise enaka:
{\displaystyle y=x\cot({\pi /2a})\!\,.} 
V polarnem koordinatnem sistemu pa je njena enačba:
{\displaystyle r={\frac {2a\theta }{\pi \sin \theta }}\!\,.}  .

## Ukrivljenost
Ukrivljenost dobimo z obrazcem:
{\displaystyle \kappa ={\frac {\pi (\sin t-t\cos t)}{a(1-2t\cot t+r^{2}\csc ^{2}t)^{3 \over 2}}}\!\,,} 
kjer je:
- {\displaystyle \csc t} funkcija kosekans.

## Tangentni kot
Tangentni kot pa je enak:
{\displaystyle \varphi ={1 \over 2}[t+\operatorname {arccot}(\cot -t\csc ^{2}t)-\arctan {\frac {t}{t\cot t-1}}]\!\,} 
kjer je {\displaystyle 0<t<\pi }.